# Vincenzo Occhetta
Vincenzo Occhetta (Romentino, 16 febbraio 1931 – Genova, 18 dicembre 2019) è stato un calciatore e allenatore di calcio italiano, di ruolo mediano.

## Carriera
Cresce calcisticamente nella squadra del suo paese - Romentino - per passare alla Juventus nel 1949, giocando con le riserve e senza mai esordire in prima squadra. La Juventus lo cede nel 1951-1952 al Siracusa allenato da Mario Perazzolo e con i siciliani disputa due campionati nella Serie cadetta. Retrocesso il Siracusa in Serie C, Occhetta passa al Marzotto nel 1953-1954, giocando con i vicentini cinque campionati di Serie B.

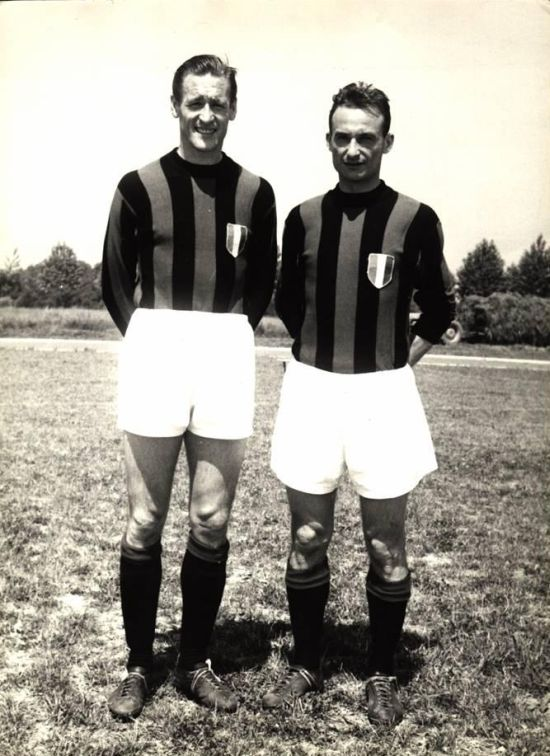
Occhetta con Nils Liedholm.

Nel 1958-1959, su suggerimento di Giuseppe Viani, passa al Milan condotto da Viani stesso e Luigi Bonizzoni. L'esordio in Serie A di Occhetta avviene, in sostituzione di Nils Liedholm, il 21 settembre 1958 a San Siro contro la Triestina, che viene battuta per 2-0. Alla quarta giornata Liedholm rientra e Occhetta resta al suo posto; ad uscire di squadra è Sandro Salvadore. Il Milan con Occhetta titolare, a fianco di Liedholm e Cesare Maldini, vince lo scudetto ed il novarese viene confermato anche l'anno successivo.
Nel 1960-1961 torna in Serie B con il neoretrocesso Genoa - assieme a Giancarlo Gallesi e Gastone Bean - come contropartita per l'acquisto di Paolo Barison. Lascia quindi Milano dopo aver disputato con i rossoneri 52 partite con 2 reti nella massima serie, 4 gare con 2 reti in Coppa Italia e altri 4 incontri in Coppa dei Campioni. A Genova si ferma altre quattro stagioni contribuendo al ritorno in Serie A dei liguri, allenati da Renato Gei, al termine della stagione 1961-1962, nella quale era divenuto capitano dei rossoblù a seguito del ritiro di Fosco Becattini.
Tornato nella massima serie con i genoani, vi rimane sino al 1963-1964 per poi scendere la stagione successiva in Serie D con il Rapallo Ruentes e, una volta conquistata la promozione in Serie C, svolgere la funzione di allenatore-giocatore dei bianconeri.
Sostituisce inoltre Ercole Rabitti sulla panchina del Savona in Serie B e rimane anche l'anno successivo in Serie C.

## Palmarès

### Giocatore

#### Competizioni nazionali
- Serie B: 1

Genoa: 1961-1962
- Campionato italiano: 1

Milan: 1958-1959
- Serie D: 1

Rapallo Ruentes: 1964-1965